# Spotify O-EAST
35°39′31.2″N 139°41′44.2″E / 35.658667°N 139.695611°E

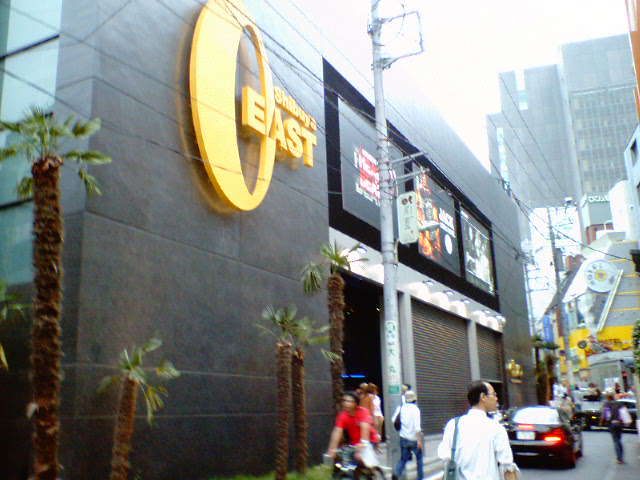
2004年7月18日攝影，Shibuya O-EAST（舊名）

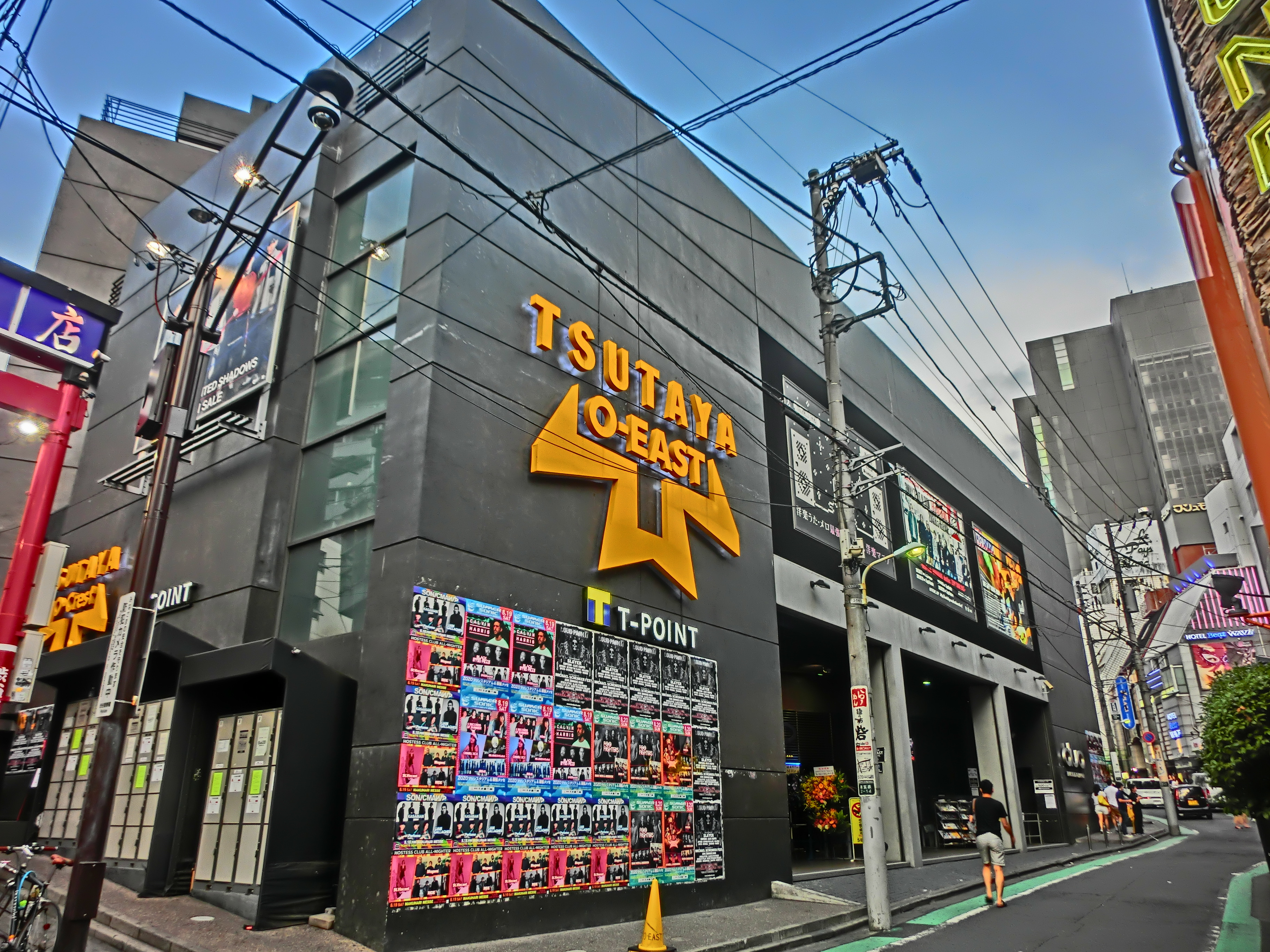
2017年7月23日攝影，TSUTAYA O-EAST

Spotify O-EAST是位於日本東京都涉谷區道玄坂二丁目的音樂展演空間（Livehouse）。2013年12月前冠名為Shibuya O-EAST，2021年12月前冠名為TSUTAYA O-EAST。

## 概要
Spotify O-EAST的建築物內設有三個表演場地，分別是在一樓的duo MUSIC EXCHANGE，二到四樓的Spotify O-EAST和五樓的Spotify O-Crest。而座落在O-EAST對面的Spotify O-WEST則有兩個表演場地，分別是Spotify O-WEST和Spotify O-nest。

### duo MUSIC EXCHANGE
座席約300席，全站席時可以到700人。

### Spotify O-EAST
最大約1300人，是建築物內主要的展演場地。

### Spotify O-Crest
約200人的展演空間。會場內有置物櫃可以使用。

## 歷史
- 1991年2月，以ON AIR（日语：オンエアー）為名開放。設有一個表演場地，可容納約1000人。
- 1993年12月，在ON AIR對面的大樓啟用ON AIR WEST（現在的TSUTAYA O-WEST，約600人）。
- 1994年7月，ON AIR翻新，並改名為ON AIR EAST。
- 2002年7月，關閉並重新裝修。
- 2003年12月，更名為Shibuya O-EAST完成裝修重新開放。二到四樓新的O-EAST開放。
- 2013年12月1日，由Culture Convenience Club（即TSUTAYA書店）取得命名權，改名為TSUTAYA O-EAST、TSUTAYA O-Crest[2]。
- 2021年12月1日，由Spotify取得命名權，改名為Spotify O-EAST、Spotify O-WEST、Spotify O-Crest以及Spotify O-nest[1]。

## 外部連結
- （日語） Shibuya-O Group（页面存档备份，存于）
- （日語） shibuya duo MUSIC EXCHANGE（页面存档备份，存于）